# Van Hool NewA360
Le Van Hool NewA360 est un autobus suburbain fabriqué et commercialisé par le constructeur belge Van Hool depuis 2002.

## Historique
Le lancement du NewA360 en version diesel sort en 2002.
Il succède l'A360 et indirectement les NewA320 et NewA600.

## Modèles

### Générations
Le NewA360 a été produit avec 4 générations de moteurs diesel : 
- Euro 3 : construits de 2002 à 2006.
- Euro 4 : construits de 2006 à 2009.
- Euro 5 : construits de 2009 à 2014.
- Euro 6 : construits de 2014 à aujourd'hui.

Il a été proposé à la vente avec un moteur hybride, nommé NewA360 Hyb, ainsi qu'au gaz, nommé NewA360 CNG. On peut remarquer que ces modèles ont une "longue bosse" sur le toit pour les appareils électriques et reservoirs pour le gaz.

### Les différentes versions

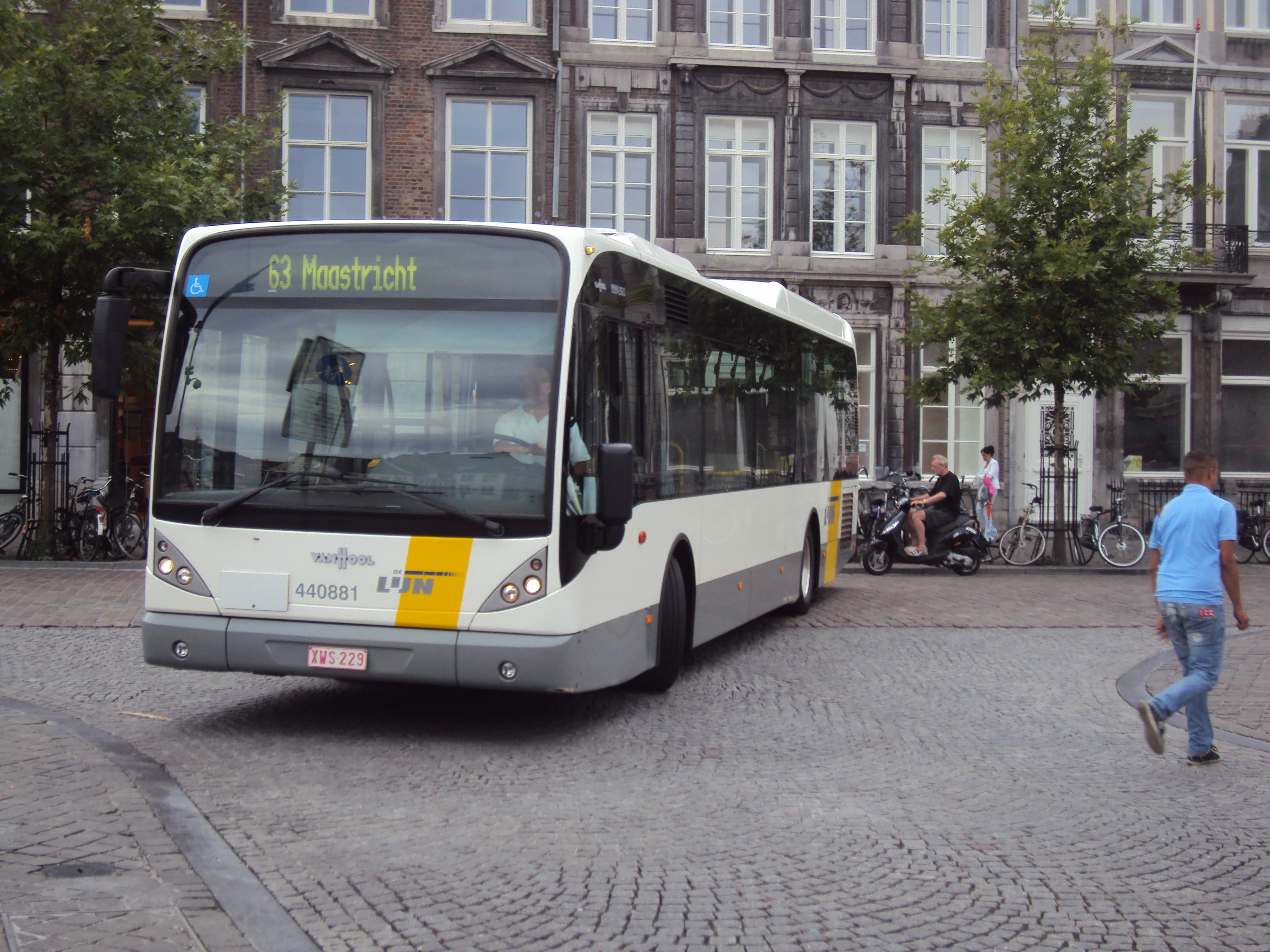
NewA360H - Low Entry

- NewA360 : ayant une motorisation diesel.
- NewA360H : version LE (Low Entry : plancher bas avant et arrière surélevé) ayant une motorisation diesel.
- NewA360K : il a la même face avant que le NewA600.
- NewA360 Hyb : ayant une motorisation hybride (diesel-électrique).
- NewA360 CNG : ayant une motorisation au gaz.

## Caractéristiques

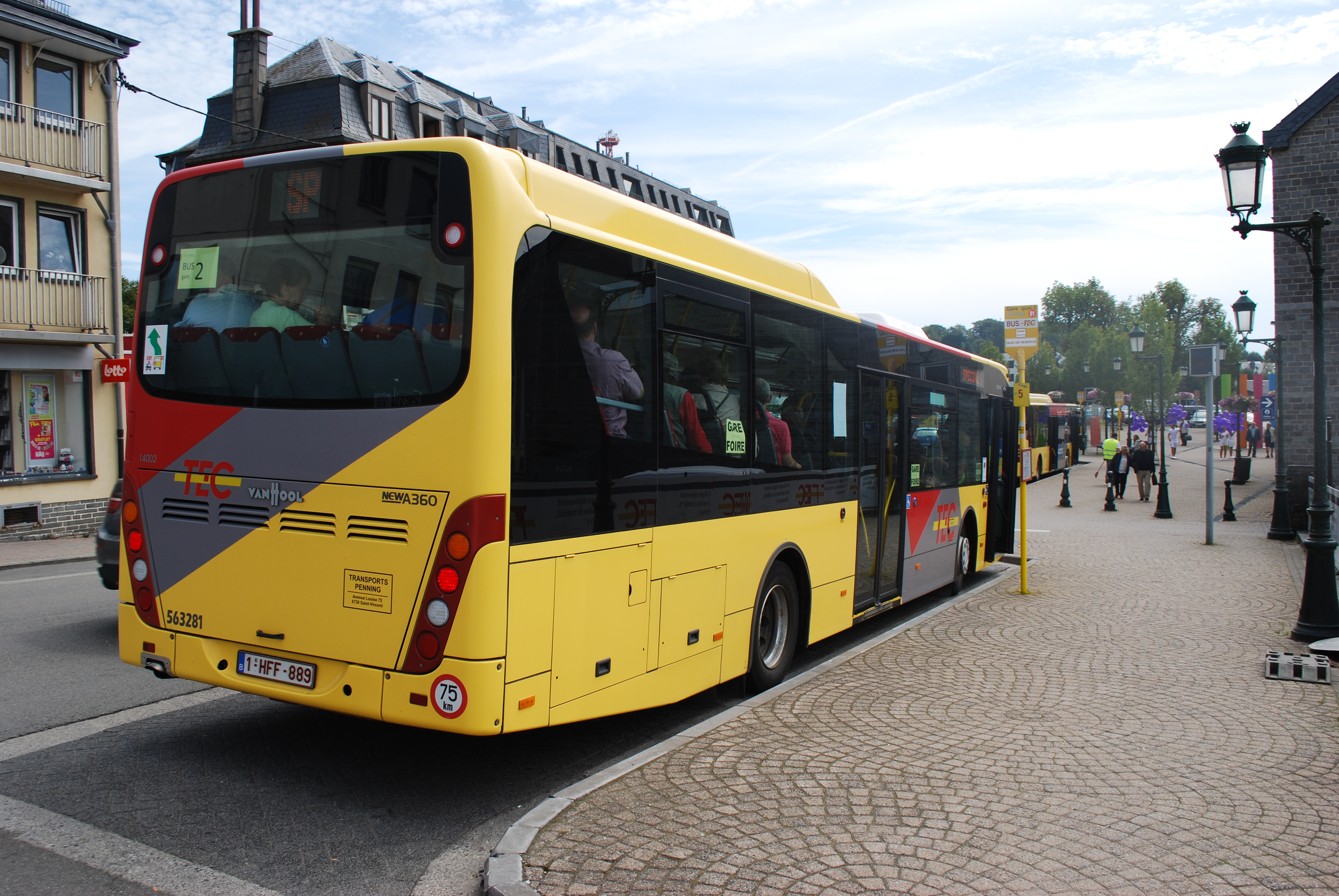
Vue arrière d'un NewA360H.

Il existe uniquement en version deux portes. La partie avant dispose d'un plancher surbaissé. Il est équipé un moteur placé à l'arrière, en porte-à-faux.

### Dimensions
|                                   | NewA360 diesel | NewA360H diesel             | NewA360K diesel | NewA360 Hyb                 | NewA360 CNG                 |
| --------------------------------- | -------------- | --------------------------- | --------------- | --------------------------- | --------------------------- |
| Longueur                          |                | 12 055 mm                   |                 | 11 535 mm                   | 11 535 mm                   |
| Largeur (sans rétroviseurs)       | 2 550 mm       | 2 550 mm                    | 2 550 mm        | 2 550 mm                    | 2 550 mm                    |
| Hauteur (sans climatisation)      |                | 3 300 mm                    |                 | 3 300 mm                    | 3 385 mm                    |
| Empattement                       |                | 5 790 mm                    |                 | 5 400 mm                    | 5 400 mm                    |
| Porte-à-faux                      |                | Av : 2 715 mm Ar : 3 550 mm |                 | Av : 2 715 mm Ar : 3 420 mm | Av : 2 715 mm Ar : 3 420 mm |
| Rayon de braquage                 |                |                             |                 |                             |                             |
| Angle d’attaque / Fuite           | 7° 7'          | 7° 7'                       | 7° 7'           | 7° 7'                       | 7° 7'                       |
| Masse à vide                      |                |                             |                 |                             |                             |
| P.T.A.C.                          |                |                             |                 |                             |                             |
| Capacité : assis + debout = maxi* |                | 41 assis                    |                 | 37 assis                    | 35 + 2 assis                |
| Portes                            | 2              | 2                           | 2               | 2                           | 2                           |
| Hauteur du plancher               |                | 330 mm                      |                 | 340 mm                      | 340 mm                      |

* = variable selon l'aménagement intérieur.

### Motorisation thermique
Le NewA360 a eu deux motorisations diesel disponible lors de son lancement ; des motorisations hybrides, gaz (GNV) sont arrivés quelque temps après.
- Du côté des moteurs diesel : 
  - le MAN D0836 LUH02  six cylindres en ligne à injection directe Common Rail.
  - le MAN D2866 LUH  six cylindres en ligne à injection directe Common Rail.
  - le MAN D2066 LOH  six cylindres en ligne à injection directe Common Rail de ? litres avec turbocompresseur faisant 235 kW (319 ch).
  - le DAF PR  six cylindres en ligne à injection directe Common Rail de ? litres avec turbocompresseur faisant 183 kW (249 ch). Modifié pour chaque sortie d'une nouvelle norme euro.

- Du côté des moteurs hybrides :

- Du côté des moteurs au gaz :

#### Diesel
| Modèle                                 | Construction | Moteur + Nom                       | Norme Euro   | Cylindrée       | Performance                  | Couple               | Vitesse maxi | Consommation + CO2    |
| -------------------------------------- | ------------ | ---------------------------------- | ------------ | --------------- | ---------------------------- | -------------------- | ------------ | --------------------- |
| Van Hool NewA360 (ZF ECOMAT 4 - VOITH) | 2002 - 2006  | 6 cylindres en ligne MAN D2066 LOH | Euro 3       | ... cm3 (... L) | 235 kW (319 ch) à ... tr/min | ... N m à ... tr/min | ... km/h     | ... l/100 km ... g/km |
| Van Hool NewA360 (ZF ECOMAT 4 - VOITH) | 2002 - 2006  | 6 cylindres en ligne DAF PR        | Euro 3       |                 | 183 kW (249 ch)              |                      |              |                       |
| Van Hool NewA360 (ZF ECOMAT 4 - VOITH) | 2006 - 2009  | 6 cylindres en ligne MAN D2066 LOH | Euro 4       |                 | 235 kW (319 ch)              |                      |              |                       |
| Van Hool NewA360 (ZF ECOMAT 4 - VOITH) | 2006 - 2009  | 6 cylindres en ligne DAF PR        | Euro 4       |                 | 183 kW (249 ch)              |                      |              |                       |
| Van Hool NewA360 (ZF ECOMAT 4 - VOITH) | 2009 - 2014  | 6 cylindres en ligne MAN D2066 LOH | Euro 5 - EEV |                 | 235 kW (319 ch)              |                      |              |                       |
| Van Hool NewA360 (ZF ECOMAT 4 - VOITH) | 2009 - 2014  | 6 cylindres en ligne DAF PR        | Euro 5 - EEV |                 | 183 kW (249 ch)              |                      |              |                       |
| Van Hool NewA360 (ZF ECOLIFE - VOITH)  | 2014 - ...   | 6 cylindres en ligne MAN D2066 LOH | Euro 6       |                 | 235 kW (319 ch)              |                      |              |                       |
| Van Hool NewA360 (ZF ECOLIFE - VOITH)  | 2014 - ...   | 6 cylindres en ligne DAF PR        | Euro 6       |                 | 183 kW (249 ch)              |                      |              |                       |

#### GNV
| Modèle                                             | Construction | Moteur + Nom           | Norme Euro | Cylindrée | Performance | Couple | Vitesse maxi | Consommation + CO2 |
| -------------------------------------------------- | ------------ | ---------------------- | ---------- | --------- | ----------- | ------ | ------------ | ------------------ |
| Van Hool NewA360 CNG Gaz (GNV) (ZF ECOMAT - VOITH) |              | 6 cylindres en ligne . |            |           |             |        |              |                    |

### Motorisation hybride
| Modèle                                                  | Construction | Moteur + Nom           | Norme Euro | Cylindrée | Performance | Couple | Vitesse maxi | Consommation + CO2 |
| ------------------------------------------------------- | ------------ | ---------------------- | ---------- | --------- | ----------- | ------ | ------------ | ------------------ |
| Van Hool NewA360 Hyb Hybride diesel (ZF ECOMAT - VOITH) |              | 6 cylindres en ligne . |            |           |             |        |              |                    |

La version hybride est différentiable de la version diesel grâce à sa hauteur et son rangement d'appareils électriques sur la partie avant son toit.

### Options et accessoires

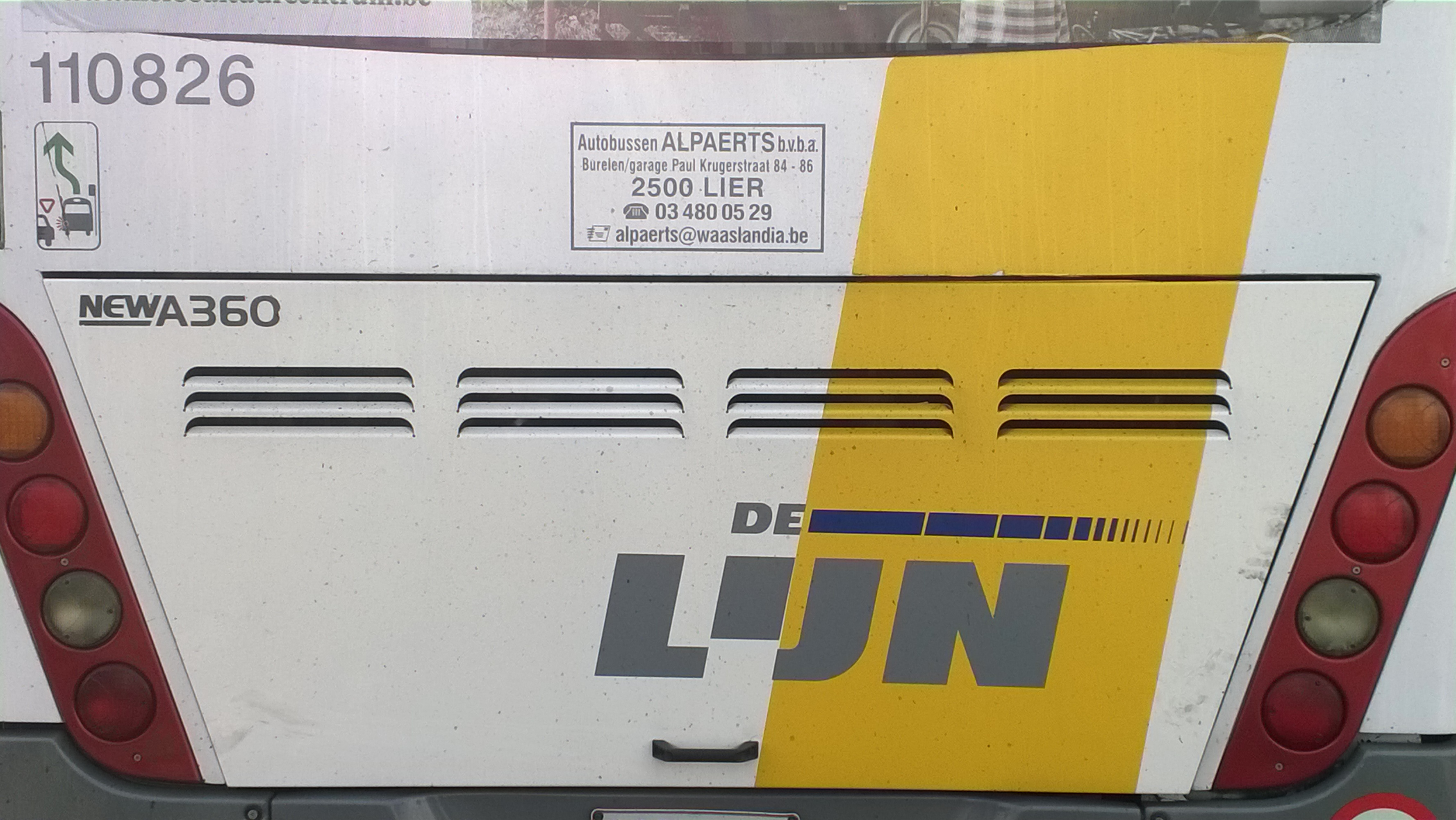

Une palette UFR manuelle ou électrique peut être commandée en option.